# Grybów
Grybów este un oraș în județul Nowy Sącz, Voievodatul Polonia Mică, cu o populație de 6.261 locuitori (2011) în sudul Poloniei.